# جوان كرسبو
جوان كرسبو (بالإسبانية: Joan Crespo)‏ هو راكب الكنو إسباني، ولد في 29 يناير 1988 في سان سيباستيان في إسبانيا.

## وصلات خارجية
- جوان كرسبو على موقع الاتحاد الدولي للكانو (الإنجليزية)